# Čedomila
Čedomila je žensko osebno ime.

## Izvor imena
Ime Čedomila je ženska oblika južnoslovanskega imena Čedomir.

## Izpeljanke imena
Čedomira, Čedomirka

## Pogostost imena
Leta 1994 so bile po podatkih iz knjige Leksikon imen Janeza Kebra v Sloveniji 4 nosilke imena Čedomila. Po podatkih Statističnega urada Republike Slovenije pa je bila na dan 31. decembra 2007 v Sloveiji pogostost uporabe imena Čedomila manjša kot 5 ali pa se to ime ne pojavlja.